# حقوق الإنسان في ليتوانيا
لقد حظيت حقوق الإنسان في ليتوانيا بقدر كبير من التغطية. سجلت ليتوانيا 91 نقطة من أصل 100 في تقرير عام 2019 الصادر عن فريدم هاوس، الذي يصنف البلاد على أنها «حرة»، مع تصنيفات عالية في الحريات المدنية والحقوق السياسية. على وجه الخصوص، تحتل ليتوانيا المرتبة 30 بين 180 دولة، وهي أعلى بكثير من متوسط العالمي في حرية الصحافة، وتحقق درجة كاملة في حرية التجمع والمنظمات غير الحكومية. ومع ذلك، هناك مخاوف بشأن رفاه الأطفال والعنف المنزلي والتمييز ضد الأقليات بما في ذلك الغجر، واليهود، ومجتمع الميم وثنائية الجنس، فضلًا عن المعاملة اللاإنسانية للسجناء. يضمن دستور ليتوانيا حماية حقوق الإنسان.
لكن الحكومة في السنوات الأخيرة بدأت في تقييد وسائل الإعلام من انتقاد السياسيين وطلبت من الصحفيين دفع رسوم مقابل المعلومات من الأنظمة الحكومية. تعتبر هذه الأفعال انتهاكًا لحرية التعبير وقد احتج عليها الجمهور. اقترح معهد رصد حقوق الإنسان «بالإشارة إلى جيرانها الشماليين وزيادة الاستثمار في حماية المواطنين، وخاصة حقوق الإنسان للمرأة والطفل»، أن تحسن ليتوانيا من أدائها.

## الإطار القانوني
ليتوانيا لديها نظام قانوني مستوحى من الرومان. فرض دستور جمهورية ليتوانيا، الذي اعتمد في عام 1992 عن طريق الاستفتاء بعد أن استعادت ليتوانيا دولتها الديمقراطية والمستقلة من الاتحاد السوفيتي في عام 1990، أسس النظام الاجتماعي، ووضع معايير لحقوق المواطنين وحرياتهم وواجباتهم. عُدل الدستور عدة مرات، وأجري آخر تعديل في عام 2016. 
الفصل الثاني من الدستور، يتضمن المواد من 18 إلى 37، بعنوان «الإنسان والدولة». هذا الفصل هو الأكثر صلة بحماية حقوق الإنسان.

## الحريات المدنية

### حرية التعبير
حقوق الناس في حرية الاعتقاد والتعبير مذكورة في المادة 25 من دستور ليتوانيا على النحو التالي: «لا يجوز منع أي شخص من البحث عن المعلومات والأفكار أو الحصول عليها أو نشرها». تحترم الحكومة الليتوانية عمومًا حرية التعبير والصحافة.

#### حرية الصحافة
وفقًا لمؤشر حرية الصحافة العالمي لعام 2019 الصادر عن مراسلين بلا حدود، تحتل ليتوانيا المرتبة 30 من بين 180 دولة في العالم. على الرغم من أن الدستور يضمن حرية الصحافة، ومع تمتع وسائل الإعلام في ليتوانيا بالحرية العامة على مدى العقود الثلاثة الماضية، ركزت الحكومة على تعزيز المراقبة عليها. عُلقت العديد من قضايا البث باللغة الروسية في ليتوانيا إما لمدة ثلاثة أشهر أو ستة أشهر، والتي كانت بسبب إثارة الحرب، والتحريض على الخلاف، ونشر الدعاية. في 11 يناير 2018، أي قبل يوم واحد من الذكرى السنوية لنضال الاستقلال عام 1991، الذي قُتل فيه 14 شخصًا وجُرح المئات، اتخذ الجزء الأكبر من البرلمان، الذي قاده حزب الخضر الشعبوي وحزب اتحاد المزارعين، إجراءات لحظر الجمهور من إفشاء المعلومات الهامة من أجل حماية البلاد من الارتياب والتشويه.
ومع ذلك، يُنظر إلى هذه الإجراءات المقترحة على أنها تقوض حرية الإعلام، وقد يؤدي تقييد التعددية الإعلامية إلى انتهاك حرية التعبير. في حالة التعليق المحتمل لبث قناتين تلفزيونيتين باللغة الروسية، كتبت مجموعات ائتلافية لحرية الصحافة رسالة إلى رئيس ليتوانيا للقول إن الحظر يأتي بنتائج عكسية ويتناقض مع المادة 19 من الإعلان العالمي لحقوق الإنسان والمعايير الدولية الأخرى لحرية التعبير على الرغم من أنهم يفهمون أن الاحتجاج في «الوضع المتوتر الحالي». وأضافت المجموعة أيضًا أن جمهورًا كبيرًا في موسكو عقلاني للتقارير والحجج الإخبارية، ويجب ألا تخاطر الحكومة بقطع التدفق الحر للمعلومات عن مثل هؤلاء الجماهير.
ردًا على انتهاك حرية الصحافة، في 12 أكتوبر 2018، عقدت رئيسة ليتوانيا داليا غريباوسكايتي اجتماعًا ناقش قضايا حرية الإعلام مع أعضاء بورصة الأخبار الأوروبية، وأظهرت الرئيسة تصميمًا على الدفاع عن حرية الإعلام.

#### حرية الكلام
وفقًا لمعهد مرصد حقوق الإنسان، في منتصف سبتمبر 2018، رأى مركز السجلات الليتواني أن عليه التوقف عن تقديم معلومات مجانية للصحفيين الذين يطلبونها رسميًا، لأن هذه الممارسة لم تُضَمن في القانون، وبالتالي يجب على الصحفيين دفع ثمن المعلومات بالأسعار التجارية القياسية. طعن الصحفي هذا الإجراء أمام السلطات علنًا، مؤكدًا أنه انتهاك خطير للحق في الحصول على معلومات مجانية.

#### حرية الإنترنت
في ليتوانيا، لا تقيد الحكومة وصول المواطنين إلى الإنترنت. وفقًا للمحكمة الأوروبية لحقوق الإنسان، لا ينبغي تقييد وصول السجناء في ليتوانيا إلى الإنترنت الذي يتضمن برامج للدراسة والتعلم، وقد وجدوا أن ليتوانيا منعت سجينًا من التقدم إلى دورة تدريبية في القانون عبر الإنترنت، وهو ما ينتهك المادة 10 من الاتفاقية.

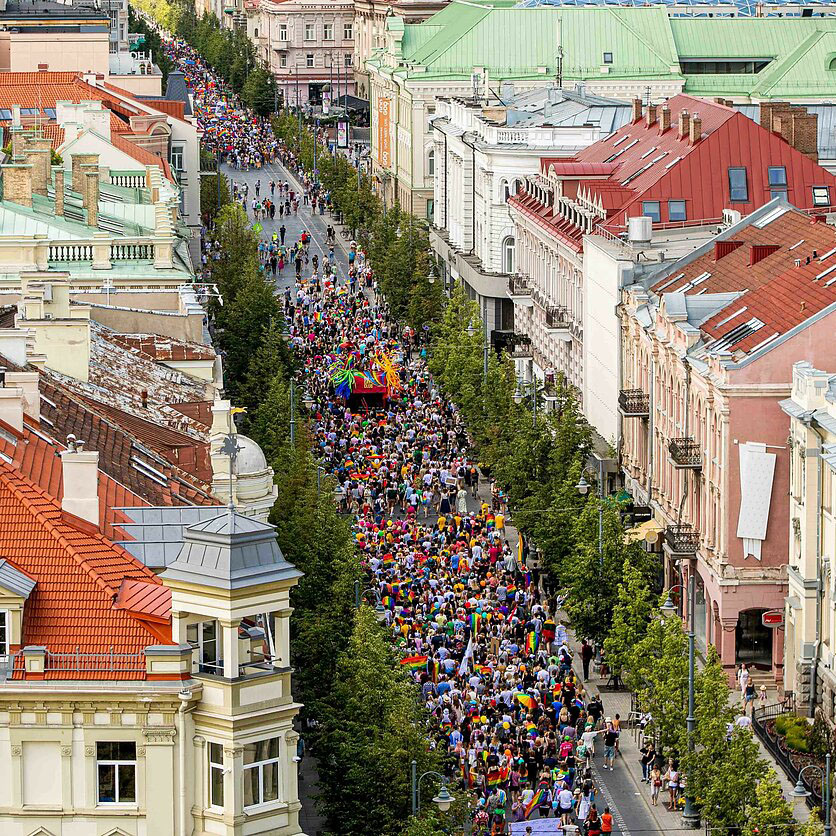
مسيرة فخر البلطيق في فيلنيوس

### حرية التجمع
تنص المادة 36 من دستور جمهورية ليتوانيا على حق المواطنين في التجمع دون سلاح في تجمعات سلمية. من المقرر أن يضمن قانون التجمعات في جمهورية ليتوانيا الحقوق الدستورية للمواطنين بشأن التجمع، وإجراءات حماية الأمن القومي، والسلامة العامة. استنادًا إلى إحصائية فريدم هاوس، قبل عام 2018، ذكِرت حرية التجمع في ليتوانيا لتقييدها عمومًا، بينما تحسنت في 2018 و2019 لتحظى بالاحترام عمومًا.
فيما يتعلق بالمثليات والمثليين ومزدوجي الميل الجنسي والعابرين جندريًا (مجتمع الميم) في ليتوانيا، تحث منظمة العفو الدولية السلطات الليتوانية على إتاحة الفرص لهم لتنظيم فعاليات التسامح، وتوفير الشرطة الحماية الكافية خلال الفعاليات. في عام 2010، سمحت المحكمة الإدارية العليا في ليتوانيا بعقد أول مسيرة فخر لمجتمع الميم في فيلنيوس. في عام 2013، حاول عمدة فيلنيوس نقل مسيرة الفخر بالقوة من الشارع المركزي إلى شارع بعيد خارج وسط المدينة، لكنه لم ينجح بسبب الحماية من محكمتين. جرت مسيرة فخر البلطيق في فيلنيوس، وسارت على الطريق الرئيسي وذهبت دون أي حوادث كبيرة. حققت مسيرة فخر المثليين التي أقيمت في 18 يونيو 2016 في فيلنيوس نجاحًا، دون عقبات مؤسسية أو معارك قانونية مملة مقارنة بالمسيرتين السابقتين. انضم حشد من 3000 من أفراد مجتمع الميم وحلفائهم إلى مسيرة المساواة في ذكرى ضحايا هجوم أورلاندو. لم يحضر عمدة فيلنيوس الفعالية، لكنه أرسل تحياته. لم تقع حوادث خطيرة، لكن أحد أعضاء البرلمان هاجم الموكب واضطرت الشرطة إلى سحبه.

### حرية الدين
يكفل الدستور الليتواني الحرية الدينية في المادة 26 وقوانين أخرى. يتضمن القانون الجنائي ثلاثة أحكام لحماية حرية الدين. يحظر التمييز الديني وينص على عقوبة تصل إلى سنتين في السجن بسبب الانتهاكات. تحدد المادة 43 من الدستور العلاقة بين الدين والدولة. يقسم القانون الجماعات الدينية المسجلة إلى مجموعات دينية تقليدية معترف بها من قبل الدولة، وجماعات دينية أخرى معترف بها من قبل الدولة، وجميع الطوائف والجمعيات المسجلة الأخرى. تنقسم الطوائف الدينية إلى الطوائف التقليدية وغيرها.
في تقرير عام 2009 حول الحرية الدينية الدولية، ورد أن هناك تسع مجموعات دينية «تقليدية» مدرجة بموجب القانون يمكنها تتبع وجودها في البلاد منذ 300 عام على الأقل: كاثوليك الطقوس اللاتينية (الروم الكاثوليك)، والإنجيليين اللوثريين، ورواد الكنيسة الإنجيلية الإصلاحية، وكاثوليك الطقوس اليونانية، والمسيحيين الأرثوذكس (بطريركية موسكو)، والمؤمنين القدامى، واليهود، و«المسلمين السنة»، والقرائين. يمكن أن تتمتع هذه الجماعات الدينية التقليدية بالعديد من المزايا الحكومية، بما في ذلك تلقي الإعانات الحكومية السنوية التي لا تُمنح لمجموعات أخرى. تشمل الجماعات الدينية الأخرى المعترف بها من قبل الدولة أولئك الذين سجلوا رسميًا في البلاد لمدة 25 عامًا على الأقل، ولديهم دعم مجتمعي من 15 مواطنًا بالغًا على الأقل، وتعليماتهم تتوافق مع القوانين والأخلاق. يمكن أن تحصل المجموعات غير التقليدية على الدعم من الأموال العامة للمشاريع الثقافية والاجتماعية.
في عام 2017 ألغي عرض تلفزيوني في ليتوانيا لأن أحد القضاة، وممثلة، ونائب سابق قدم تحية للنازية بينما غنى المتسابقون أغنية اشتهرت من خلال مطرب يهودي. كانت التعليقات حول معاداة السامية والمسلمين على الإنترنت شائعة.